# Theta
Theta (thê-ta) là một chữ cái xếp thứ tự thứ tám trong bảng chữ cái tiếng Hy Lạp.
- Chính tả:

- chữ hoa viết là Θ;
- chữ thường viết là θ;
- Phát âm:

- trong tiếng Hy Lạp cổ: /θῆτα/ (tê-ta);
- trong tiếng Hy Lạp hiện đại: /θήτα/ (thi-ta);
- trong tiếng Anh: /θiːtə/ (thi-tơ);
- trong tiếng Mỹ: /θeɪtə/) (thây-tơ)
- trong tiếng Việt: /thờ) (th)

## Sử dụng

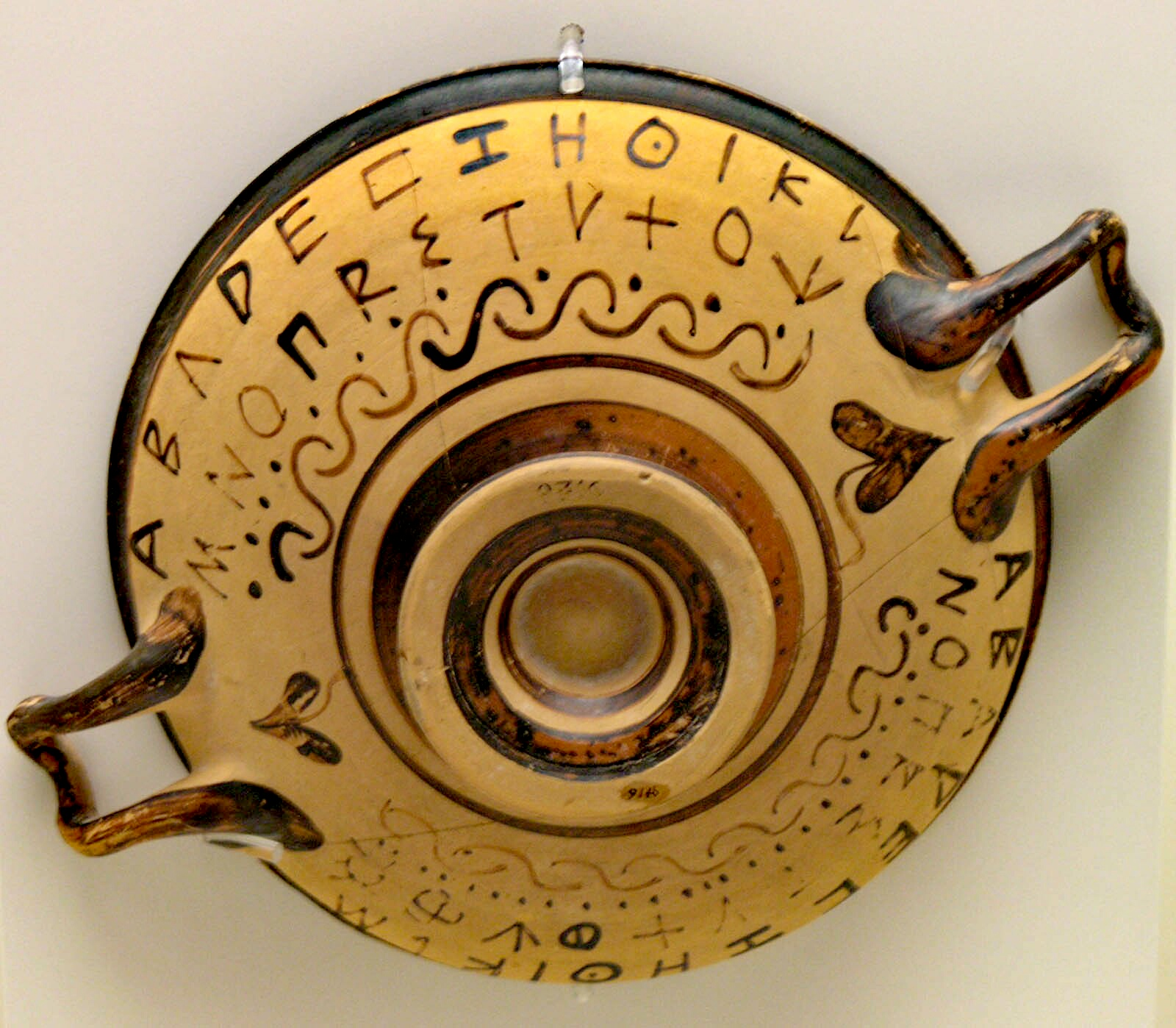
Chữ θ ở vị trí 8 trong bảng chữ cái Hy Lạp sớm nhất đã biết lưu trên một chiếc cốc cổ.

Ngoài vai trò là một chữ cái trong ngôn ngữ của một quốc gia, cũng như nhiều chữ cái khác trong bảng chữ cái của tiếng Hy Lạp, chữ cái θ này thường dùng trong khoa học.
- Ký hiệu một góc trong hình học.
- Là đối số nào đó trong ngữ cảnh cụ thể của tình huống toán học.
- Chỉ một kiểu dao động trong điện não đồ của người (sóng theta và sóng alpha).[3]
- Chỉ một kiểu cấu trúc của DNA vòng khi nhân đôi: (cấu trúc theta) trong di truyền học.
- Biểu hiện một kiểu nhân đôi DNA (nhân đôi kiểu theta).[4]
- Trong y học và di truyền học phân tử, dùng để chỉ một loại nhân tố bảo vệ (Theta defensins) giúp các tế bào khỏi bị nhiễm virut herpes, nhờ ức chế sự bám dính và xâm nhập của virut này vào thụ thể.[5]
- Trong một số tác phẩm nghệ thuật, dùng để chỉ một loại virut ngoài hành tinh (theta virus).[6]